# YOU Stiftung – Bildung für Kinder in Not
Die YOU Stiftung – Bildung für Kinder in Not – bis 2015 „Stiftung UNESCO – Bildung für Kinder in Not“ – ist eine gemeinnützige Organisation und rechtsfähige Stiftung des bürgerlichen Rechts mit Sitz in Düsseldorf. Stiftungszweck ist die nachhaltige Förderung von Bildung und Erziehung sowie die Befriedigung von Grundbedürfnissen notleidender Kinder weltweit.

## Geschichte
Die Stiftung wurde 1992 von UNESCO-Sonderbotschafterin Ute-Henriette Ohoven ins Leben gerufen. Die Gründung erfolgte im Jahr 2002 in Zusammenarbeit mit der deutschen UNESCO-Kommission und der UNESCO in Paris.

## Tätigkeit

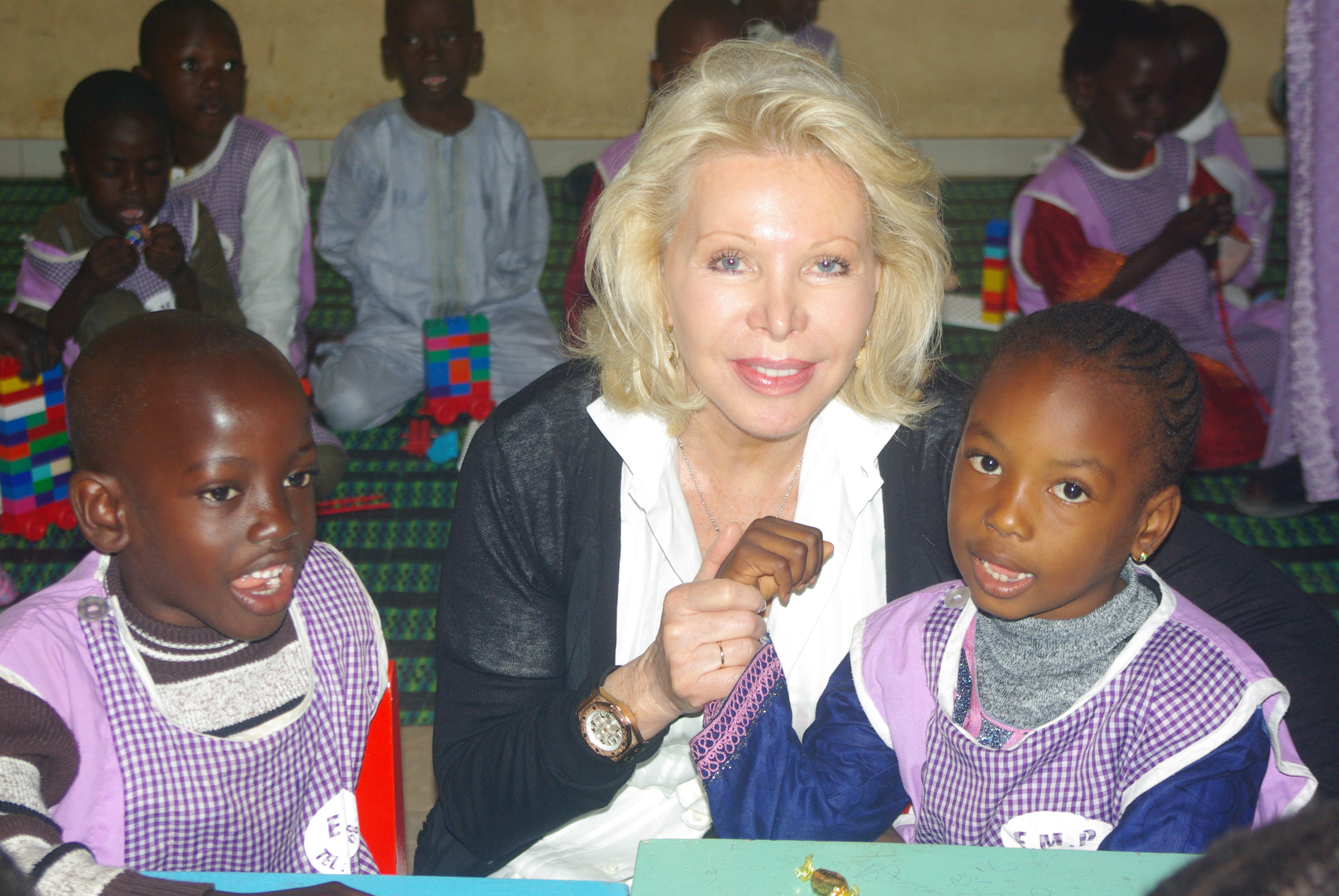
UNESCO-Sonderbotschafterin Ohoven in der Grundschule Paracelles Assaines U24 im Senegal

Die Stiftung fördert sozialverträgliche und nachhaltige gesellschaftliche Entwicklung und setzt qualifizierte Bildung ein. Sie setzt weltweit Projekte um oder fördert Programme und Projekte, die mit den Anforderungen jeweils nach Notwendigkeit der Länder entwickelt werden und an die Bedingungen, den Mehrwert und die traditionellen Werte der Gesellschaft mit einem partizipatorischen Ansatz angepasst werden.
Der derzeitige Fokus liegt auf der 2030-Bildungs-Agenda (2030 Educational Agenda). Weitere Beachtung finden die drei Themenfelder „Qualitativ-hochwertige Bildung“, „Gleichstellung der Geschlechter“ und „Reduzierung von Ungleichheit“, aber auch nachhaltige Nutzung von Ressourcen.
In enger Zusammenarbeit mit der UNESCO werden künftige Objekte identifiziert, finanziell gefördert und auf Mittelverwendung und Wirksamkeit überprüft.
Zur Erreichung des Stiftungszwecks beschafft die Stiftung finanzielle Mittel, die der Förderung der Bildung und Erziehung sowie der Befriedigung der Grundbedürfnisse von Kindern, Jugendlichen und Eltern im Sinne in besonderen Notsituationen in den Bereichen Bildung, Ausbildung, Ernährung und Gesundheit sowie der Förderung der Völkerverständigung dienen. Diese Mittel werden schwerpunktmäßig zur Förderung von Projekten eingesetzt. Die Stiftung unterstützt die Durchführung und Organisation dieser Projekte.

## Projektarbeit
Durch das Programm wurden über 400 Projekte in 97 Ländern durchgeführt. Alle Projekte sind auf Hilfe zur Selbsthilfe ausgerichtet. Sie ermöglichen den Kindern und Jugendlichen eine solide Schulausbildung mit dem Ziel auf eine spätere Berufsausbildung.
Zur langfristigen Sicherstellung des Lebensmittelbestandes wird Lebensmittelkunde in den Alltag der Familien integriert. Brunnenbau und Wasserpumpen-Installation werden gelehrt, da eine Grundversorgung mit Trinkwasser und regelmäßigen Mahlzeiten lebensnotwendig und zeitgleich wichtigste Voraussetzungen für die Leistungsfähigkeit von Schulkindern sind. Zur Vorbeugung gegen Krankheiten wird Gesundheitsaufklärung angeboten und die Ausbildung von Krankenschwestern und Hebammen unterstützt.
Kriegsopfer, ehemalige Kindersoldaten, junge Arbeitssklaven und Straßenkinder. Ihnen wird geholfen, ihr Trauma zu verarbeiten und in ein soziales Umfeld integriert zu werden.
Beispiele für die Finanzierung bisheriger Projektarbeit sind:
- Errichtung von Schulen, Bildungs- und Berufsbildungszentren sowie Waisenhäusern mit Kantinen zur Versorgung;
- Klinikbau mit Ausbildung des Personals und Medikamentenversorgung;
- Anlage von Wasserquellen und Lebensmittelanbau bei gleichzeitiger Kenntnisvermittlung über die notwendigen Arbeitsschritte;
- Bildungsmaßnahmen in aktuellen Notsituationen;
- Vergabe von Mikrokrediten.

Priorität aller Projekte hat zudem die Vermittlung der Bedeutung von Toleranz und Akzeptanz zur Sicherung von Frieden.

## Finanzierung und Fördervereine
Die Stiftung finanziert sich ausschließlich durch Spenden. Der Förderverein Hope for Children in Need e. V. hat den Zweck der Förderung und finanziellen Unterstützung der Stiftung. Die Stiftung verfügt nicht über das Spenden-Siegel des Deutschen Zentralinstitut für soziale Fragen.
Einmal im Jahr veranstaltet der Hope for Children in Need e. V. die UNESCO Charity-Gala, deren Erlös dem Programm Bildung für Kinder in Not zugutekommt.
Seit 1992 werden jährlich mehr als 1000 internationale Gäste aus Wirtschaft, Kultur, Politik, Sport, Film und Medien von Ohoven und der Generaldirektorin der UNESCO, Irina Bokowa, zur Gala geladen. Ein Höhepunkt der Gala ist die Verleihung des UNESCO-Awards „Support“ an herausragende Persönlichkeiten, die für ihr außergewöhnliches Engagement für Menschen oder Kinder in Not ausgezeichnet werden.